# Syrop

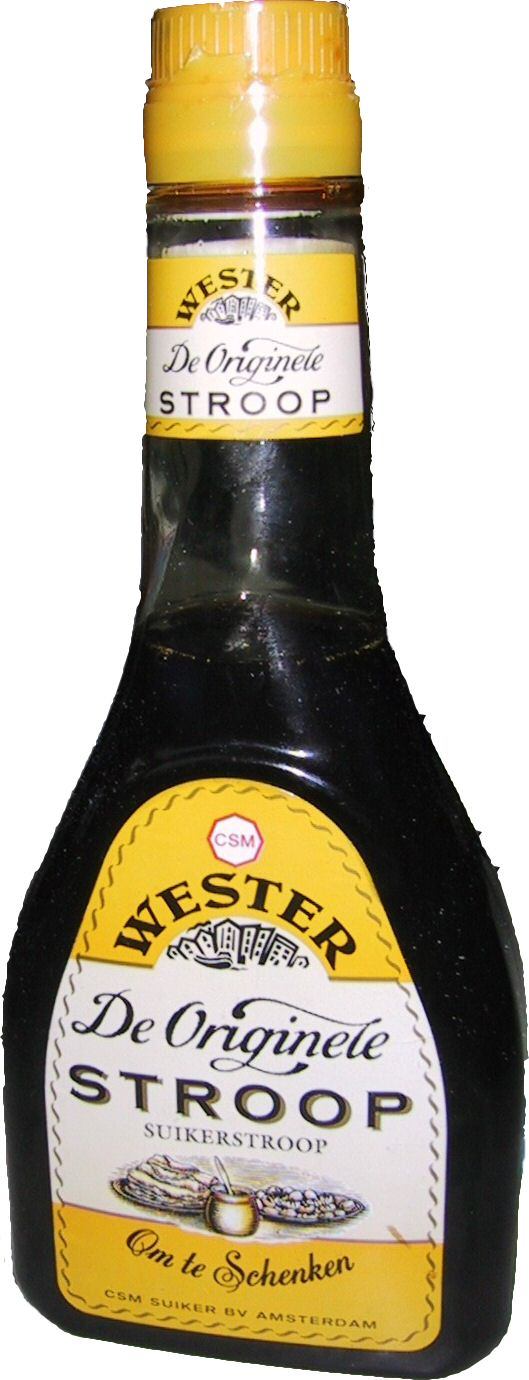
Syrop

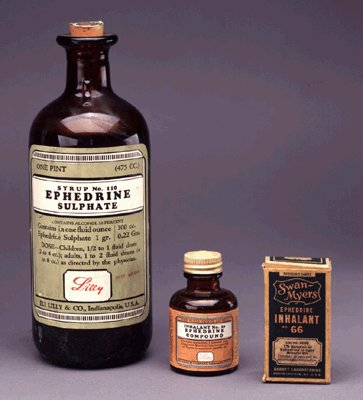
Syrop leczniczy

Syrop (z arab. شراب sherab – napój, via łacina sirupus) – gęsta, lepka ciecz o dużej zawartości cukru. Syrop jest trudny do przelania z naczynia do naczynia, ciągnie się w długie nitki.

## Typy syropów
- Syropy cukrowe – stężony roztwór cukru w postaci gęstej lepkiej cieczy najczęściej wykorzystywany w przemyśle cukierniczym[1].
- Syropy owocowe – zawiera 64 – 67% cukru, jest produktem przemysłu owocowego. Otrzymywany jest przez gotowanie soku owocowego z cukrem w proporcji 1:2. Najczęściej syropy owocowe produkowane są z malin, truskawek i wiśni[1].
- Cukier inwertowany.
- Syropy cukiernicze (syropy skrobiowe) głównie syropy maltodekstrynowe, maltozowe (syrop słodowy jęczmienny, maltoza jest stosowany do słodzenia piwa i chleba)[2], glukozowe (syrop ziemniaczany, cukier skrobiowy płynny – otrzymywany z ziemniaków w syropiarniach[1]), fruktozowe, glukozowo-fruktozowe, fruktozowo-glukozowe HFCS otrzymywane najczęściej ze skrobi kukurydzianej.
- Inne syropy: miód sztuczny i naturalny, melasa.

## Syropy w medycynie
w medycynie: płynna postać leku przeznaczona do podawania doustnego, charakteryzująca się słodkim smakiem oraz zwiększoną lepkością i gęstością.
Syropy sporządza przez zawieszenie lub rozpuszczenie substancji leczniczej w stężonym (45–66,7%) roztworze sacharozy (ewentualnie innych cukrów). Rozpuszczalnikiem jest najczęściej woda lub wyciągi roślinne, soki owocowe albo ich mieszaniny.
W postaci syropu podaje się często leki dla dzieci.

### Trwałość syropów
W roztworach 64% i o większym stężeniu sacharozy ciśnienie osmotyczne jest dostatecznie duże do powstrzymania wzrostu drobnoustrojów. W roztworach bardziej rozcieńczonych mikroorganizmy osmofilne, mające zdolność enzymatycznej hydrolizy sacharozy na cukry proste (cukier inwertowany) mogą przeżyć i rozwijać się. W wyniku dalszego enzymatycznego rozkładu cukrów, dochodzi do powstania kwaśnych produktów przemiany materii i obniżenia pH preparatu. W syropach zachodzi także ryzyko przeżycia drożdży powodujących fermentację alkoholową oraz rozwoju bakterii z rodzaju Leuconostoc mesenteroides będących przyczyną ześluzowacenia syropu.
W celu zwiększenia trwałości, sporządza się syropy o dużej zawartości cukru (powyżej 64%) lub dodaje cukru inwertowanego, czyli mieszaniny glukozy i fruktozy, które poza tym, że zwiększają ciśnienie osmotyczne leku, zapobiegają krystalizacji cukru. Można również dodawać konserwantów, takich jak:
- kwas benzoesowy lub benzoesan sodu w stężeniach 0,1 lub 0,2%,
- mieszanina estrów metylowego i propylowego kwasu p-hydroksybenzoesowego (nipaginy),
- kwas sorbowy lub jego sól potasową w stężeniu 0,1–0,15%,
- mieszanina pirosiarczanu sodu i etanolu.

Aktywność przeciwdrobnoustrojową wykazują również olejki eteryczne lub ich składniki, np. tymol. Stosuje się też alkohol etylowy w stężeniach 15–20%. W syropach, do których dodano etanol, zawartość cukru należy zmniejszyć, ze względu na mniejszą rozpuszczalność cukru w mieszaninie etanolu i wody.
Innym niekorzystnym zjawiskiem zachodzącym w syropach jest krystalizowanie rozpuszczonego cukru przy zmianach temperatury, np. w czasie przechowywania. Krystalizacji zapobiega dodatek glicerolu, sorbitolu oraz obecność cukru inwertowanego.
Do syropów zawierających substancje wrażliwe na utlenianie dodaje się przeciwutleniaczy; najczęściej jest stosowany pirosiarczan sodu.

### Substancje pomocnicze
W syropach jako substancje pomocnicze (poza środkami zwiększającymi trwałość, opisanymi powyżej) stosuje się substancje poprawiające smak, zapach i zabarwienie.
Wymaga się, aby substancje te, w zastosowanych ilościach, nie wywierały własnego działania farmakologicznego ani nie wchodziły w żadne interakcje z pozostałymi składnikami syropu.
Jako substancje poprawiające smak i zapach stosuje się np. wanilinę, olejek pomarańczowy, olejek cytrynowy, esencję bananową. Mogą również być zastosowane sztuczne esencje smakowe oraz karmel. Dopuszcza się dodawanie barwników.
Niektóre syropy same w sobie nie są lekami, a jedynie substancjami poprawiającymi smak i zapach innych leków. Syropami takimi są między innymi: syrop wiśniowy i syrop pomarańczowy.

### Sporządzanie syropów
W większości syropów cukier rozpuszcza się na ciepło. Odpowiednią ilość cukru należy wsypać do naczynia, dodać płyn rozpuszczający i ogrzewać, utrzymując syrop w stanie wrzenia do 2 minut. Gorący syrop należy przecedzić przez gęstą tkaninę, uzupełniając go wrzącą wodą do przepisanej ilości (w czasie gotowania zawsze część wody wyparowuje). Następnie syrop przelewa się do suchych, wyjałowionych butelek, maksymalnie je wypełniając, i natychmiast zamyka. Po ochłodzeniu zawartość butelki należy wymieszać.
Wymagana jest odpowiednia czystość wody oraz właściwe warunki produkcji, zabezpieczające przede wszystkim przed zanieczyszczeniem drobnoustrojami.
Syropy, w skład których wchodzą wyciągi roślinne, szczególnie zawierające lotne składniki, otrzymuje się przez zmieszanie na zimno gotowego wyciągu z syropem zwykłym (sirupus simplex, patrz niżej). Syropy, które zawierają substancje lotne, należy przygotowywać w temperaturze nie przekraczającej 30 °C.

### Przykłady syropów
- Syrop zwykły – skład: sacharoza 64,0%, woda 36,0%.
- Syrop prawoślazowy
- Syrop z owocni pomarańczy gorzkiej
- Syrop z sulfogwajakolem
- Syrop tymiankowy złożony

W postaci syropów występują także:
- leki o działaniu wykrztuśnym:
  - karbocysteina,
  - chlorowodorek bromheksyny,
  - chlorowodorek ambroksolu,
- antybiotyki[3],
  - amoksycylina,
  - półsyntetyczna penicylina z grupy aminopenicylin, w mieszaninie z klawulanianem potasu,
- niesteroidowe leki przeciwzapalne:
  - salicylan choliny,
  - paracetamol,
- wapń,
- hydroksyzyna,
- salbutamol

i wiele innych.